# الرباط (بعدان)

تعديل مصدري - تعديل

الرباط هي إحدى قرى عزلة المنار بمديرية بعدان التابعة لمحافظة إب، بلغ تعداد سكانها 237 نسمة حسب تعداد اليمن لعام 2004.